# Wilhelm Gottlieb Soldan
Wilhelm Gottlieb Soldan (* 17. Mai 1803 in Alsfeld; † 16. Januar (oder 17. Januar) 1869 in Gießen)
war ein deutscher Gymnasiallehrer, Historiker und hessischer Parlamentarier. Auf sein Werk zur Geschichte der Hexenprocesse (1843) bezieht sich in der Hexengeschichtsschreibung das „Soldan-Paradigma“.

## Leben
Soldan wurde als Sohn der Alsfelder Stadtpfarrers Karl Ludwig Soldan und dessen Ehefrau Marianne Sophie, geborene Pfaff geboren. Bis zu seinem 15. Lebensjahr unterrichtete ihn sein Vater, der 1804 nach Billertshausen versetzt worden war. Von Herbst 1818 an besuchte Soldan das Gymnasium in Gießen und begann 1820 ein Studium der Theologie an der dortigen Landesuniversität. 1821 wurde er in Gießen Mitglied des Corps Hassia. Im gleichen Jahr wechselte er an die Universität Halle, wo er auch Pädagogik studierte. Seit 1823 wirkte er als Privatlehrer der Kinder des Staatsministers Karl Ludwig Wilhelm von Grolman in Darmstadt. 1829 übernahm er zunächst als Hilfslehrer einige Stunden am Darmstädter Gymnasium und hielt gleichzeitig Vorträge über Universal- und Staatengeschichte an der Großherzoglichen Militärschule. Als Einladungsschrift zum Herbstexamen 1829 schrieb er den topographischen Teil einer geplanten größeren Monografie zur Stadt Milet. Mit dieser Schrift wurde er im selben Jahr in Gießen promoviert. Am 1. Februar 1831 wurde er als akademischer Lehrer am Gymnasium Gießen angestellt, wo er bis zu seinem Tode blieb.
Soldan, der evangelischen Glaubens war, heiratete am 7. April 1831 in Darmstadt Emma Johanette geborene Hoffmann, die Tochter des Landtagsabgeordneten Ernst Emil Hoffmann.

## Politik
1862 zog Soldan als Abgeordneter der liberalen Hessischen Fortschrittspartei in den hessischen Landtag, die Landstände des Großherzogtums Hessen, ein. Er wurde für den Wahlbezirk der Stadt Alsfeld gewählt. 1865 bis 1866 wirkte er als Präsident der II. Kammer. War er zur Ausübung seines Mandats zunächst zeitweilig von seiner Lehrerstelle beurlaubt, so wurde er von Ostern 1867 an dauerhaft vom Dienst befreit und am 17. Oktober 1868 schließlich in den Ruhestand versetzt. 1869 endete sein Mandat in der zweiten Kammer.

## Werk

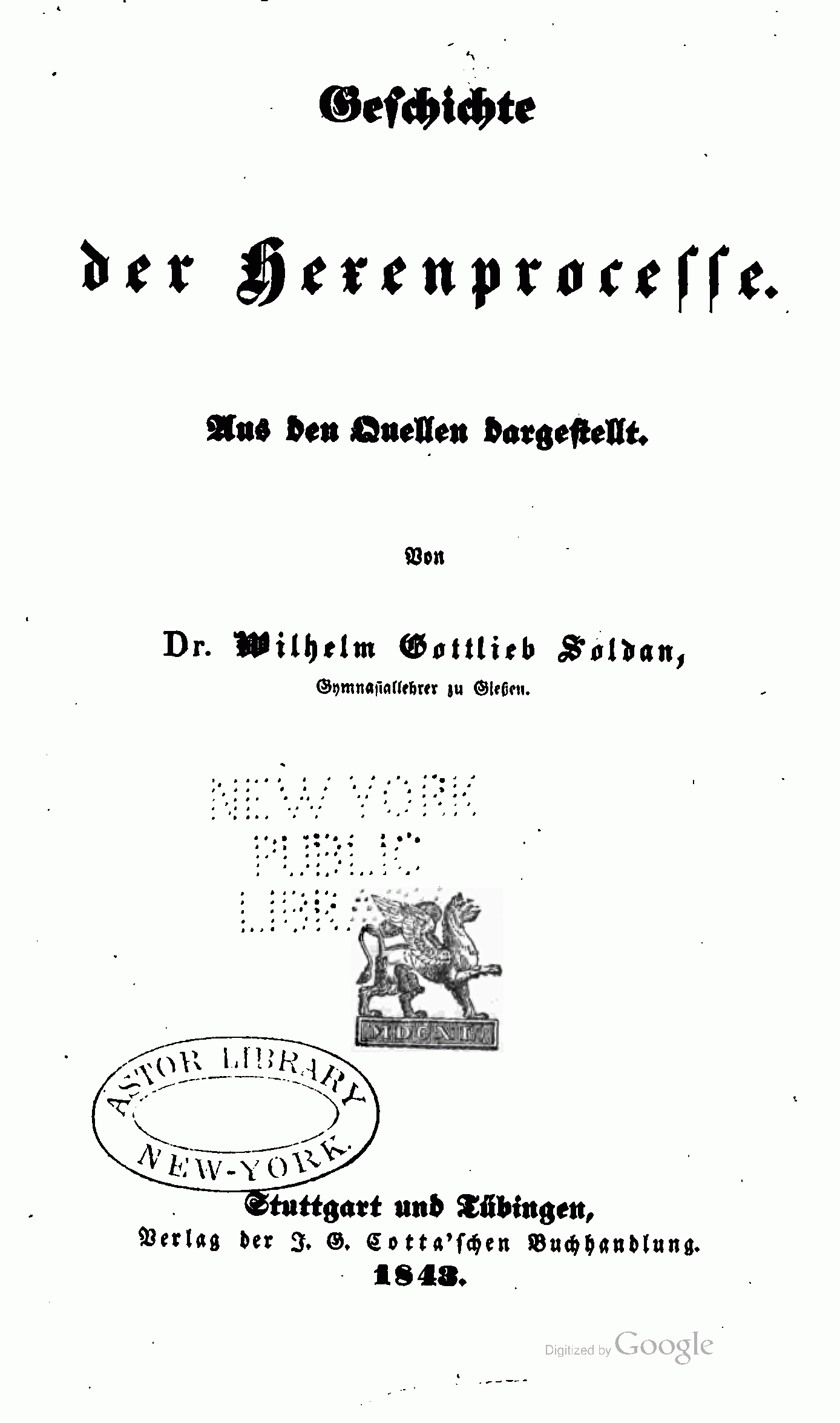
Titelblatt der Geschichte der Hexenprocesse

Soldan veröffentlichte 1843 eine Geschichte der Hexenprocesse. Aus den Quellen dargestellt, die schon bald zu einem Standardwerk wurde. Im Sinne des Historismus Rankescher Prägung rekonstruierte Soldan darin eine ganze Reihe von Fällen und ließ die Quellen ausführlich zu Wort kommen. Es handelte sich dabei um die erste komplexe Darstellung des Themas, die zudem verifizierbar war. Das Buch wird bis heute immer wieder aufgelegt, allerdings in jeweils bearbeiteter Form. Soldans Tochter Henriette und sein Schwiegersohn Heinrich Heppe gaben 1880 eine Fassung heraus, in der sie die konfessionspolitischen Aussagen verschärften und ein Kapitel über die „Hexerei und Hexenverfolgung im 19. Jahrhundert“ hinzufügten. Wo sich Soldan mit Angaben zu der Zahl der Opfer stets zurückgehalten hatte, schätzten die Heppes die Zahl großzügig nach Millionen und wurde damit zu einflussreichen Fürsprechern der populären „Neun-Millionen-Theorie“. Dabei polemisierten sie im Kontext des Kulturkampfes nicht zuletzt gegen das auf dem Ersten Vatikanischen Konzil 1870 verfügte Unfehlbarkeitsdogma der katholischen Kirche. Der Publizist Max Bauer verantwortete 1911 eine Ausgabe, in der er die konfessionspolitischen Spitzen wieder entschärfte, Angaben zum Hexenglauben im frühen 20. Jahrhundert nachtrug, Fußnoten und Text strich und den Stil überarbeitete.
1845 veröffentlichte Soldan die polemische Schrift Dreißig Jahre des Proselytismus in Sachsen und Braunschweig. Er setzte sich darin mit einer Arbeit Augustin Theiners auseinander, der die Geschichte einiger Bekehrungen deutscher protestantischer Fürsten zum Katholizismus zum Anlass genommen hatte, die Vorzüge der katholischen Kirche zu unterstreichen. Soldan ging dabei von neuen Quellenfunden aus, um wesentliche Thesen Theiners zu widerlegen.
Im folgenden Jahrzehnt befasste sich Soldan ausgiebig mit der Geschichte des Protestantismus in Frankreich. 1855 veröffentlichte er dazu die zweibändige Geschichte des Protestantismus in Frankreich bis zum Tode Karls IX. Außerdem legte er noch eine Reihe lokalgeschichtlicher Forschungen vor, etwa zur Geschichte der Stadt Alsfeld.

## Das „Soldan-Paradigma“
Der Begriff „Soldan-Paradigma“, bzw. „rationalistisches Paradigma“, kennzeichnet in der Hexengeschichtsschreibung eine Forschungsrichtung, die davon ausgeht, dass die Anschuldigungen in den Hexenprozessen ohne echten Wirklichkeitsbezug konstruiert und instrumentalisiert wurden. Der amerikanische Historiker William Monter prägte den Begriff mit Bezug auf Soldans Grundlagenwerk Geschichte der Hexenprocesse. Soldan hatte die Hexenprozesse im aufklärerischen Geist wahlweise als Wahn, Seuche oder Aberglauben einer irregeleiteten Obrigkeit gedeutet.

„Mit dem Christenthum kamen lateinische Sprache und Literatur, Dämonologie, befangene und auf den Bildungsgang Einfluß übende Priester zu Celten, Germanen und Slaven. Was den Nationen eigenthümlich gewesen seyn mochte, assimilirte sich im Laufe der Zeit den mitgebrachten mächtigern Elementen. Wunder- und Teufelsglaube verschlang die in einigen Jahrhunderten des Mittelalters hervorkeimende hellere Ansicht. Selbst das zeitweise erfreuliche Anstreben zur Naturforschung ward unter diesen Gesichtspunkt gebracht. Die Dienerin hierarchischer Zwecke, die Inquisition, um Popularität und Einkommen verlegen, sah sich um nach einem Musterbilde aller Scheuseligkeit, die sie ihren Opfern leihen könnte, und unter ihren Händen bildete sich aus lauter bekannten Stoffen das Verbrechen der Hexerei. Den Teufel in der Gestalt, wie sie ihn ausgebildet vorfand, in die Mitte stellend, gab sie ihm auf die eine Seite die traditionellen, mit jedem Jahrhundert gestiegenen Ketzergräuel der christlichen Kirchengeschichte, auf die andre aber die Leib und Gut verletzenden, vom alten Gesetz verpönten Maleficien des römischen Heidenthums, sammt allem aus den Dichtern bekannten Zauberspuk desselben. Dieß alles verband sich zur Hexerei als einem Ganzen, während die frühere Zeit nur einzelne durch Zauberei verübte Künste oder Verbrechen gekannt hatte. Eine blutige Praxis lieferte so schlagende und zahlreiche Beweise zu der dämonischen Theorie, die man überdieß der Bibel und dem römischen Rechte anzupassen wußte, daß bald jeder Zweifel vor der dreifachen Macht der Erfahrung, der Autorität und der Furcht verstummte und die auf jene Theorie gebauten Processe, begünstigt durch die oben entwickelten Verhältnisse, bis nahe an unsere Zeit heranreichen konnten. Ohne die römische Literatur, ohne die eben so eigenthümliche, als weitgreifende Vermittlung der kirchlichen Auffassungsweise, ohne die mannichfaltigen, stets sich erneuernden Nebeninteressen der in der Ausübung Betheiligten wäre die Erscheinung jenes überall gleichförmigen, nicht mehr nationalen, sondern europäischen oder vielmehr christenheitlichen Aberglaubens eben so unbegreiflich, als sie vollkommen erklärlich wird, sobald man sie als das Resultat jener vereinigten Potenzen betrachtet.“

Soldan setzte auf die Kraft der Vernunft und lehnte jede Mystifizierung ab. Er betrachtete den Zauberglauben, wie er in den Prozessen verhandelt wurde, als eine Konstruktion der Kirche und setzte sich deshalb auch kritisch mit der Interpretation Jacob Grimms auseinander, dessen Position in der Hexengeschichtsschreibung als „Jacob-Grimm-Paradigma“ oder auch „romantisches Paradigma“ bezeichnet wird. Grimm sah in der Hexenverfolgung die Verdrängung einer eigenständigen vorchristlichen germanischen Mythologie und begründete damit eine „nationale“ Deutung. Bei ihm finden auch erstmals jene „weisen Frauen“ Erwähnung, die bei dem französischen Historiker Jules Michelet zum romantischen Inbegriff der „Hexe“ wurden.

## Trivia
Die Familie Soldan wurde von dem Gießener Mediziner Robert Sommer ausführlich genealogisch untersucht.

## Veröffentlichungen (Auswahl)

### Einzelveröffentlichungen
- Guilielmi Theophili Soldan … rerum Milesiarum commentatio prima. Qua ad sollennia in Gymnasio Darmstadino diebus XXVIII, XXIX et XXX Septembris peragenda invitavit Jul. Frid. Car. Dilthey. Goebel, Darmstadii 1829.
- Geschichte der Hexenprocesse. Aus den Quellen dargestellt. Cotta, Stuttgart u. a. 1843.
- Dreißig Jahre des Proselytismus in Sachsen und Braunschweig. Mit einer Einleitung. Brockhaus, Leipzig 1845.
- Ueber den Process der Templer und die gegen ihren Orden erhobenen Beschuldigungen. (Leipzig) (1845).
- Wie Navarra spanisch ward und blieb. In: Historisches Taschenbuch, N.F. Bd. 10 (1849), S. 583–737.[10]
- Geschichte des Protestantismus in Frankreich bis zum Tode Karl's IX. Band 1, Band 2, Brockhaus, Leipzig 1855.
- Zur Geschichte der Stadt Alsfeld. Gießen 1861,62.
- Deutsche Königswahlen. Brockhaus, Leipzig 1862.
- Die Klosterfrage in der zweiten Kammer der Stände des Großherzogthums Hessen. Antwort auf die "Offene Epistel an die Klosterfeindlichen … Abgeordneten der zweiten Kammer in Darmstadt von e. Priester d. Diöc. Mainz". C. W. Leske, Darmstadt 1863.
- La France et la Saint-Barthélemy. Übers. von Charles Schmidt, Paris 1855.

### Bearbeitungen
- von Heinrich Ludwig Julius Heppe: Soldan's Geschichte der Hexenprozesse. Cotta, Stuttgart 1880.
  - Geschichte der Hexenprozesse. (Nach d. Orig. ausg. neu bearb.) Mit 33 zeitgenöss. Abb. Antäus-Verlag, Lübeck, Leipzig 1938.
- von Heinrich Heppe, Max Bauer: Geschichte der Hexenprozesse. 3. Auflage. Müller, München 1911.
  - Geschichte der Hexenprozesse. Müller & Kiepenheuer, Hanau/M 1969.
  - Geschichte der Hexenprozesse. Wiss. Buchges., Darmstadt 1972.
  - Geschichte der Hexenprozesse. Parkland-Verlag, Köln 1999, ISBN 3-88059-960-2.
- von Heinrich Heppe, Sabine Ries: Geschichte der Hexenprozesse. Magnus-Verlag, Kettwig 1987, ISBN 3-88400-259-7.
  - Geschichte der Hexenprozesse. Vollmer, Essen 1997, ISBN 3-88851-205-0.
- von Max Bauer: Geschichte des Protestantismus in Frankreich bis zum Tode Karls IX. München 1911.